# Marion Glaser
Marion Glaser ist eine habilitierte deutsche Sozialwissenschaftlerin am Leibniz-Zentrum für Marine Tropenökologie (ZMT) in Bremen.

## Leben
Marion Glaser studierte an den Universitäten in Köln, Bath und London Umwelt-Soziologie und Agrarwissenschaften. Sie promovierte an der Humboldt-Universität zu Berlin in Sozialwissenschaften. Anschließend arbeitet sie in Großbritannien, Bangladesh, Belize und Brasilien zu den Themen Land- und Forstwirtschaft, an Hochwasserschutzprogrammen und dem Küstenmanagement (ICZM). Sie koordinierte die sozioökonomische Arbeitsgruppe bei dem ZMT Projekt MADAM (Brazilian Mangrove Dynamics and Management) von 1995 bis 2005. Heute ist sie in das SPICE-Projekt (Indonesien) des ZMT eingebunden.

## Forschung
Marion Glaser arbeitet zur integrierten Dynamik von sozio-ökologischen Zusammenhängen mit einem Schwerpunkt auf transdisziplinärer Nachhaltigkeit und der Resilienz-Analyse von sozialen Systemen. Sie untersucht auch das Risikomanagement ländlicher Haushalte. Speziell zukunftsweisende Methoden zur partizipativen Einbindung von lokalen Bevölkerungsgruppen untersucht sie in ihren Projekten und publiziert zu diesem Thema. Ihre regionalen Schwerpunkte sind Indonesien, Brasilien, Bangladesch und Belize.

## Werke (Auswahl)
Neben zahlreichen Artikeln in Fachzeitschriften schrieb sie unter anderem folgende Bücher oder Buchkapitel:
- Marion Glaser, Gesche Krause, Beate Ratter, Martin Welp: Human-Nature Interactions in the Anthropocene: Potentials of Social-Ecological Systems Analysis. New York, Routledge 2012, ISBN 978-0-415-51000-4 (englisch).
- K. Schwerdtner-Mañez, M. Glaser, S. Ferse, H. Wiederhold, H. Sulzbacher: Gefahr von unten. In: Wasser: Achtung! Klimawandel – Sekundäreffekte auf das Wasser. (= Zwischenruf. Heft 1/2011). 2011. (regklam.de)
- M. Glaser, S. Ferse, G. Krause, R. Deswandi, I. Radjawali: People, reefs and fish in Spermonde Archipelago, South Sulawesi. Report. Bremen/Makassar 2010.
- M. Glaser: The ‚social’ in ecosystem management: Theoretical and empirical dimensions. Habilitationsschrift, Berlin Humboldt-Universität, 2006.
- M. Glaser, N. Cabral, A. Ribeiro: Gente, ambiente e ciência: Para um manejo transdisciplinar em áreas de manguezal. Editora Cejup, Belém 2005.
- M. Glaser: Water to the Swamp? Irrigation and Patterns of Accumulation and Agrarian Change in Bangladesh. University of Bath, School of Humanities and Social Sciences, Bath 1989.